# Homalorhagae
Homalorhagae é a unica subordem da ordem Homalorhagida, pertencente ao filo Kinorhyncha. Possui as seguintes famílias:
- Família Pycnophyidae
- Família Neocentrophyidae